# 2837 Грибоєдов
2837 Грибоєдов (2837 Griboedov) — астероїд головного поясу, відкритий 13 жовтня 1971 року.
Тіссеранів параметр щодо Юпітера — 3,280.